# Taxeringsvärde
Taxeringsvärde är det värde på en fastighet som ligger till grund för fastighetsskatt och tidigare också förmögenhetsskatt. Taxeringsvärdet fastställs vid fastighetstaxering och ska motsvara 75 % av fastighetens marknadsvärde, med viss eftersläpning.
T.ex. 2019 års taxeringsvärden baseras på försäljningspriser under 2017, omräknat till 2019 års prisnivåer.
Vid uträkning av taxeringsvärdet är byggnadens ålder en parameter där begreppet värdeår används. Värdeår är ett åsatt årtal som motsvarar en byggnads "tänkta" ålder med avseende på större om- och tillbyggnader.

## Förslag till avskaffat taxeringssystem
Den 15 februari 2011 tillsatte regeringen, efter tidigare uppmaning från Sveriges riksdag, den s.k. Bostadstaxeringsutredningen med uppdrag att se över hur taxeringen av bostadsfastigheter skulle kunna upphöra. Utredningen presenterade sitt betänkande den 21 augusti 2012.
Redan den 4 maj 2012 avslöjade Villaägarnas Riksförbund att utredningen avser att föreslå ett helt nytt fastighetsskattesystem som bygger på antal kvadratmeter boyta och tomtyta. Förslaget har kritiserats för att det skulle leda till kraftiga skattehöjningar för många småhusägare och för att skillnaden i beskattning mellan småhus och flerbostadshus skulle bibehållas.